# Beatrice Straight
Beatrice Whitney Straight (Old Westbury, 2 agosto 1914 – Los Angeles, 7 aprile 2001) è stata un'attrice statunitense.
Ha vinto un Oscar alla miglior attrice non protagonista nel 1977 per il film Quinto potere (1976) e un Tony Award alla miglior attrice protagonista in uno spettacolo teatrale nel 1953 per La seduzione del male (1952).

## Biografia
Figlia del facoltoso banchiere Willard Dickerman Straight e di Dorothy Payne Whitney, un'ereditiera e attivista politica, frequentò le migliori scuole e studiò recitazione sotto la tutela di Michael Cechov, nipote di Anton Cechov e membro del prestigioso Teatro d'arte di Mosca, dove la stessa Straight insegnerà più tardi.

### Carriera
Nella sua lunga carriera ebbe solo piccoli ruoli per il cinema, preferendo di gran lunga le produzioni teatrali. Ebbe il suo primo grande successo sui palcoscenici di Broadway con Bitter Oleander nel 1935; successivamente, nel 1953, vinse un Tony Award per l'interpretazione di Elizabeth Proctor in La seduzione del male (The Crucible).
È anche conosciuta dal pubblico per il ruolo della dottoressa Lesh in Poltergeist - Demoniache presenze (1982) e per altri lavori teatrali.

### L'Oscar
La Straight vinse il Premio Oscar alla miglior attrice non protagonista per la sua interpretazione in Quinto potere (1976) di Sidney Lumet, la più breve interpretazione di tutti i tempi ad esser stata premiata con l'Oscar: circa 170 parole in 5 minuti e 4 secondi, su un totale di 121 minuti di pellicola. L'Academy di Hollywood premiò, in particolare, la scelta originale e commovente della Straight, che al proprio personaggio (Louise Schumacher) fece fare un sorriso di comprensione quasi impercettibile, come a voler consolare il marito che la stava abbandonando.

## Vita privata
La Straight sposò in prime nozze il francese Louis Dolivet, un attivista di sinistra che divenne l'editore della rivista United Nations World e successivamente produttore cinematografico. I due divorziarono nel 1949 e lei sposò subito dopo Peter Cookson, un attore/produttore di Broadway, che aveva conosciuto recitando con lui a teatro in L'ereditiera. Dal secondo matrimonio nacquero due figli.
Sofferente della malattia di Alzheimer, l'attrice morì all'età di 87 anni di polmonite (malattia della quale era morto anche il padre).

## Filmografia

### Cinema
- Telefonata a tre mogli (Phone Call from a Stranger), regia di Jean Negulesco (1952)
- I giganti uccidono (Patterns), regia di Fielder Cook (1956)
- La volpe di Londra (The Silken Affair), regia di Roy Kellino (1956)
- La storia di una monaca (The Nun's Story), regia di Fred Zinnemann (1959)
- Giovani amanti (The Young Lovers), regia di Sam Goldwyn Jr. (1964)
- Quinto potere (Network), regia di Sidney Lumet (1976)
- Linea di sangue (Bloodline), regia di Terence Young (1979)
- La formula (The Formula), regia di John G. Avildsen (1980)
- Amore senza fine, regia di Franco Zeffirelli (1981)
- Poltergeist - Demoniache presenze (Poltergeist), regia di Tobe Hooper (1982)
- Due come noi (Two of a Kind), regia di John Herzfeld (1983)
- Power - Potere (Power), regia di Sidney Lumet (1986)
- Doppio inganno (Deceived), regia di Damian Harris (1991)

### Televisione
- Lights Out – serie TV, episodio 3x36 (1951)
- Studio One – serie TV, 4 episodi (1951-1957)
- Alfred Hitchcock presenta (Alfred Hitchcock Presents) – serie TV, episodi 5x10 e 5x27 (1959-1960)
- The Nurses – serie TV, episodio 1x10 (1962)
- Ben Casey – serie TV, episodio 2x22 (1963)
- Squadra speciale anticrimine (The Felony Squad) – serie TV, episodio 2x10 (1967)
- Il mistero di Jillian (King's Crossing) – serie TV, 10 episodi (1982)
- Sonno di ghiaccio (Wes Craven's Chiller), regia di Wes Craven – film TV (1985)

## Teatro
- La dodicesima notte, di William Shakespeare, regia di Michael Chekhov e George Shdanoff. Little Theatre di Broadway (1941)
- L'ereditiera, di Ruth e Augustus Goetz, regia di Jed Harris. Biltmore Theatre di Broadway (1948)
- Macbeth, di William Shakespeare, regia di Norris Houghton. National Theatre di Broadway (1948)
- Il crogiuolo, di Arthur Miller, regia di Jed Harris. Martin Beck Theatre di Broadway (1953)
- Everything in the Garden, di Edward Albee, regia di Peter Glenville. Plymouth Theatre di Broadway (1967)

## Riconoscimenti
- Premio Oscar
  - 1977 – Miglior attrice non protagonista per Quinto potere

## Doppiatrici italiane
- Renata Marini in Telefonata a tre mogli
- Wanda Tettoni in I giganti uccidono
- Clelia Bernacchi in La storia di una monaca
- Benita Martini in Quinto potere
- Rosetta Calavetta in Linea di sangue
- Flaminia Jandolo in La formula
- Ada Maria Serra Zanetti in Amore senza fine
- Anna Miserocchi in Poltergeist - Demoniache presenze
- Maria Pia Di Meo in Due come noi
- Gabriella Genta in Power - Potere